# ROUTE 09
『ROUTE 09』（ルート・ゼロナイン）は、ザ・グルーヴァーズのアルバム。

## 内容
『Modern Boogie Syndicate』以来3年半ぶり。アルバムタイトル由来は藤井一彦曰く、「9は3の倍数。アルバム全体に道っぽいイメージが何となくあって、字面も好きなので"ROUTE"という言葉を使おうと決めて。"ROUTE何番"にするかはいろいろ考えたんだけど、密かに全部掛けようと。3人になって9枚目のオリジナル・アルバムで、今年は2009年」とのこと。

## 批評
CDジャーナルは「シンプルな編成ながら決して寂しく聴こえないのはベテランらしい良く練られたグルーヴと楽曲の良さによるのだろう」と評した。

## 収録曲
1. 今を行け
2. 独断
3. Savanna
4. 美しき人よ
5. 惜別の空
6. BUDDY（原曲：SPARKS GO GO）
7. CHEERFUL GANG STAR
8. SPEED QUEEN
9. YESTERDAY ONCE MORE（原曲：カーペンターズ）
10. 俺としたことが
11. Lonesome in a crowd